# Anartia chrysopelea
Anartia chrysopelea är en fjärilsart som beskrevs av Jacob Hübner 1825. Anartia chrysopelea ingår i släktet Anartia och familjen praktfjärilar. Inga underarter finns listade i Catalogue of Life.